# Сућурај
Сућурај је насељено место и седиште општине у Сплитско-далматинској жупанији, на острву Хвару, Република Хрватска.

## Географски положај
Сућурај се налази на крајњем истоку острва Хвара, 5 km удаљен од континенталне Далмације, а 77 km од града Хвара. До Сућурја се долази трајектом из Дрвеника на Макарском приморју. Трајект плови 25 минута, зими саобраћа 3-4 пута дневно, а лети 10-15 пута дневно. Трајектно пристаниште је близу центра места. Дрвеник је смештен уз Јадрански туристички пут 96 km југоисточно од Сплита и 120 km северозападно од Дубровника.

## Историја
До територијалне реорганизације у Хрватској налазио се у саставу старе општине Хвар.
Првобитна стара општина Сућурај основана је Наполеоновим декретом од 25. априла 1811. године. Грб општине је "Св. Ђорђе" (Јурај) на коњу, који убија змаја. По овом свецу место је и добило име (сут + Јурај = Сућурај). Италијанско име за место је San Giorgio.
Сућурај постоји већ више од 2300 година и кроз своју историју је више пута уништаван и обнављан. Први познати становници Сућурја били су Илири, а њихова краљица Теута имала је у 3. веку пре нове ере овде свој дворац. Кроз историју у Сућурју су се мењали разни господари и разне државе: Илири, Римљани, Хрвати, Млечани, Французи, Аустријанци, Италијани... Само у 20. веку Сућурај је био у 6 различитих држава.
Најстарија добро сачувана грађевина у Сућурју је стари Августински (данас Фрањевачки) самостан. Није познато када је саграђен, али је први пут обнављан 1309, а последњи пут 1994. године. Сућурај је добио име по цркви "Св. Јурја" коју спомиње Хварски статут из 1331. године. Велик број становника у Сућурај долази са приморја у 15. веку бежећи пред Турцима. Из тог времена до данас је сачувана барокна црква "Св. Анте" из 1663. године. Делимично је сачувана и стара венецијанска тврђава ("фортица") из 1613. године.

## Становништво
На попису становништва 2011. године, општина Сућурај је имала 463 становника, од чега у самом Сућурју 357.

### Општина Сућурај
| Број становника по пописима | Број становника по пописима | Број становника по пописима | Број становника по пописима | Број становника по пописима | Број становника по пописима | Број становника по пописима | Број становника по пописима | Број становника по пописима | Број становника по пописима | Број становника по пописима | Број становника по пописима | Број становника по пописима | Број становника по пописима | Број становника по пописима | Број становника по пописима |
| --------------------------- | --------------------------- | --------------------------- | --------------------------- | --------------------------- | --------------------------- | --------------------------- | --------------------------- | --------------------------- | --------------------------- | --------------------------- | --------------------------- | --------------------------- | --------------------------- | --------------------------- | --------------------------- |
| 1857.                       | 1869.                       | 1880.                       | 1890.                       | 1900.                       | 1910.                       | 1921.                       | 1931.                       | 1948.                       | 1953.                       | 1961.                       | 1971.                       | 1981.                       | 1991.                       | 2001.                       | 2011                        |
| 813                         | 983                         | 1.026                       | 1.266                       | 1.442                       | 1.697                       | 1.809                       | 1.397                       | 1.186                       | 1.197                       | 1.114                       | 856                         | 724                         | 571                         | 492                         | 463                         |

Напомена: Настала из старе општине Хвар.

### Сућурај (насељено место)
| Број становника по пописима | Број становника по пописима | Број становника по пописима | Број становника по пописима | Број становника по пописима | Број становника по пописима | Број становника по пописима | Број становника по пописима | Број становника по пописима | Број становника по пописима | Број становника по пописима | Број становника по пописима | Број становника по пописима | Број становника по пописима | Број становника по пописима | Број становника по пописима |
| --------------------------- | --------------------------- | --------------------------- | --------------------------- | --------------------------- | --------------------------- | --------------------------- | --------------------------- | --------------------------- | --------------------------- | --------------------------- | --------------------------- | --------------------------- | --------------------------- | --------------------------- | --------------------------- |
| 1857.                       | 1869.                       | 1880.                       | 1890.                       | 1900.                       | 1910.                       | 1921.                       | 1931.                       | 1948.                       | 1953.                       | 1961.                       | 1971.                       | 1981.                       | 1991.                       | 2001.                       | 2011                        |
| 435                         | 519                         | 520                         | 671                         | 714                         | 781                         | 850                         | 705                         | 559                         | 589                         | 585                         | 466                         | 427                         | 422                         | 387                         | 357                         |

### Попис1991.
На попису становништва 1991. године, насељено место Сућурај је имало 422 становника, следећег националног састава:
| Попис 1991.‍  | Попис 1991.‍  | Попис 1991.‍ | Попис 1991.‍ | Попис 1991.‍ |
| ------------ | ------------ | ----------- | ----------- | ----------- |
|              |              |             |             |             |
| Хрвати       | Хрвати       |             | 397         | 94,07%      |
| Срби         | Срби         |             | 7           | 1,65%       |
| Муслимани    | Муслимани    |             | 4           | 0,94%       |
| Југословени  | Југословени  |             | 1           | 0,23%       |
| Словаци      | Словаци      |             | 1           | 0,23%       |
| остали       | остали       |             | 4           | 0,94%       |
| неопредељени | неопредељени |             | 1           | 0,23%       |
| регион. опр. | регион. опр. |             | 2           | 0,47%       |
| непознато    | непознато    |             | 5           | 1,18%       |
| укупно: 422  |              |             |             |             |

## Привреда

### Туризам
Сућурај је мало туристичко место. У близини центра места налазе се две плаже. Са јужне стране је пешчана плажа Чесминица, а са северне Билина. Око Сућурја су бројне увале. Са јужне стране је Перна, а са северне Мласка. Обе увале имају пешчане плаже. У Млаској је ауто-камп до којег води 4 km дуг пут. Сућурај има више од 20 km обале са северне и јужне стране острва Хвара.

### Риболов
Сућурај је рибарско место и има луку заклоњену од свих ветрова. У Сућурју постоји флота од 10 већих рибарских бродова – коча, и кочари се по читавом Јадрану.
У месту постоји фабрика рибље млађи, а у ували Мртновик налази се узгајалиште рибе.

### Пољопривреда
Сућурани се баве традиционалном медитеранском пољопривредом, узгајањем маслина и винове лозе. У месту постоје две уљаре, а многе породице имају и мале винарије.
Већина Сућурана има своје винограде и конобе у којима производи вино за своје потребе и за туристе. У Сућурју постоји винарија која производи квалитетно бело и црно вино (Пламе и Ока вина) и више врста ракија. Има још и смокава, лимуна, поморанџи и мандарина. Сућурани се баве и пчеларством.
У месту постоји хотел и ауто-камп, а од институција ту су: основна школа, пошта, банкомат, амбуланта, хелиодром за хитне интервенције и лучка испостава.

## Спорт
Сућурај има свој фудбалски клуб „Младост“.